# Êxodo

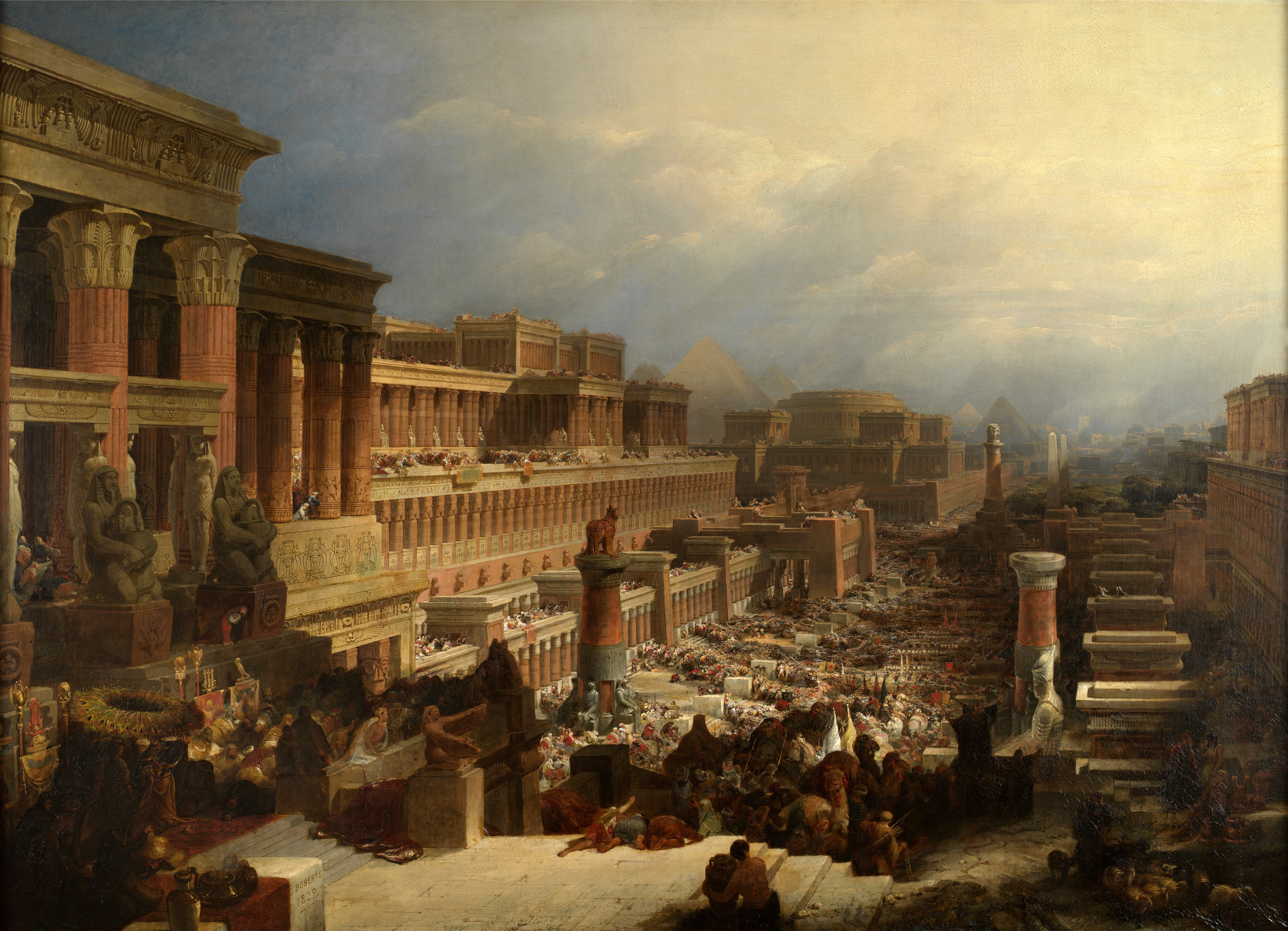
Partida dos israelitas, de David Roberts, 1829

O Êxodo (em grego bíblico: ἔξοδος; em hebraico: יציאת מצרים; romaniz.: Yetsi'at Mitzrayim, AFI: /jəsʕijaθ misʕɾajim/, Y'ṣiʾath Miṣrayim, lit. "a saída do Egito") é considerado o movimento de fundação de Israel na Terra Prometida conforme a Bíblia judaica, e conforme historiadores é considerado como o mito fundador dos israelitas. O termo em Stricto sensu refere-se à fuga dos israelitas do Egito tal como descrita no Livro do Êxodo; lato sensu, pode abranger também as posteriores legislações e andanças pelos desertos que separam o Egito de Canaã, descritas nos livros do Levítico, Números e no Deuteronômio.
A narrativa existente é um produto do final do período Cativeiro Babilônico ou posterior (séculos VI a V a.C.), porém o centro da narrativa é mais antigo, refletido principalmente nos documentos deuteronomistas dos séculos VIII e VII a.C. Uma minoria de acadêmicos acredita que a narrativa da Idade do Ferro tem fontes ainda mais antigas, que podem ser traçadas a uma tradição genuína do colapso da Idade do Bronze, no século XIII a.C.
Segundo historiadores modernos, ainda não há qualquer evidência arqueológica que confirme a veracidade da história narrada no Livro do Êxodo.

## Sumário
O Livro do Êxodo conta como Moisés liderou os israelitas em sua fuga do Egito, através da região desértica do Monte Sinai, onde Deus revelou-se e lhes ofereceu uma Aliança: eles deveriam seguir sua Torá ("lei", "instrução") e em troca ele seria seu Deus e lhes daria a terra de Canaã. O Livro do Levítico registra as leis de Deus. O Livro dos Números conta como os israelitas, liderados agora por seu Deus, viajaram do Sinai até Canaã, porém quando seus espiões relataram que aquela terra era povoada por gigantes eles se recusaram a seguir adiante. Deus então condenou-os a permanecer no deserto até que a geração que abandonou o Egito tivesse perecido. Depois de trinta e oito anos no oásis de Cades Barneia, a geração seguinte viajou até as fronteiras de Canaã. O Livro do Deuteronômio narra como, já diante da Terra Prometida, Moisés recordou suas viagens e lhes deu novas leis. Sua morte (o último evento registrado na Torá) conclui os quarenta anos do êxodo do Egito.[carece de fontes?]

### Origens da história
Embora a história narrada nos livros do Êxodo, Números e Deuteronômio seja o relato mais conhecido do Êxodo, existem mais de 150 referências ao evento espalhadas por toda a Bíblia, e único trecho significativo de texto que não o menciona são os livros sapienciais. As primeiras menções foram feitas pelos profetas Amós (possivelmente) e Oseias (seguramente), ambos em atividade no Reino de Israel durante o século VIII a.C.; em comparação, Proto-Isaías e Miqueias, ambos em atividade em Judá no mesmo período, nunca o mencionam; parece portanto razoável concluir que a tradição do Êxodo era importante no reino do norte, no século VIII a.C., porém não em seu vizinho do sul. Em trabalho recente, o acadêmico Stephen C. Russell traçou a tradição profética do século VIII a.C. a três variantes originalmente separadas: no reino israelita, no norte do território habitado pelos judeus, na Transjordânia e no Reino de Judá, ao sul. Russell propôs diferentes cenários históricos hipotéticos para cada tradição: a tradição de Israel, que envolve uma viagem do Egito à região de Betel, segundo ele sugeriria uma memória de pastores que podiam se deslocar para o Egito e de volta, em tempos de crise; para a tradição transjordaniana, que tinha como foco a fuga do Egito sem uma longa viagem, ele sugere uma memória de um abandono do domínio egípcio na região no fim da Idade do Bronze; e para Judá, no qual a tradição ficou preservada na Canção do Mar, ele sugere a comemoração de uma vitória militar sobre o Egito, embora seja impossível saber até o momento qual seria esta vitória.